# Karl Ferdinand von Görtz
Karl Ferdinand von Görtz (* 24. Oktober 1750 auf Schloß Schlagwitz in Mähren; † 26. Dezember 1813 in Rosenberg in Oberschlesien) war ein preußischer Generalmajor.

## Leben

### Herkunft
Seine Eltern waren Johann Baptist Joseph von Görtz (* 1724) und dessen Ehefrau Antonie, geborene von Osietzki (* 1767). Sein Vater war der Pächter des Vorwerks in Rozezin bei Myslowitz.

### Militärlaufbahn
Görtz trat 1764 als Junker in das Husarenregiment „von Möhring“ der Preußischen Armee ein. Dort wurde er am 3. August 1768 Kornett und am 20. September 1775 Sekondeleutnant. Als solcher nahm er 1779/78 am Bayerischen Erbfolgekrieg teil. Am 6. Mai 1781 folgte seine Beförderung zum Premierleutnant und am 20. Juni 1791 zum Stabsrittmeister. Während des Ersten Koalitionskrieges kämpfte Görtz am 15. September 1792 bei Montcheutin. Dafür erhielt er am 24. September 1792 den Orden Pour le Mérite und avancierte am 14. Februar 1793 zum Rittmeister.
Am 2. November 1796 wurde er Major und am 5. Januar 1805 Kommandeur des II. Bataillons in seinem Regiment, mit dem er sich 1806/07 am Vierten Koalitionskrieg beteiligte.
Nach dem Frieden von Tilsit wurde er am 15. Februar 1807 Oberstleutnant und am 7. Mai 1808 Inspekteur der Kavallerie in Schlesien. Am 11. Oktober 1809 erhielt Görtz den Auftrag, die Remonten der Kavallerie in Brandenburg und Schlesien besichtigen und darüber Bericht zu erstatten. Danach wurde er am 4. Februar 1811 mit Patent vom 6. Februar 1811 zum Oberst befördert. Aufgrund einer Krankheit wurde ihm noch vor dem Beginn der Befreiungskriege am 1. Juli 1813 sein Abschied als Generalmajor mit einem Gnadengehalt von 1000 Talern bewilligt. Er starb am 26. Dezember 1813 in Rosenberg in Oberschlesien.

### Familie
Er heiratete am 18. Februar 1794 in Seichwitz bei Pitschen in Oberschlesien Marianne Friederike Thekla von Faldern (1768–1833). Das Paar hatte mehrere Kinder:
- Karl Franz Johann (*/† 1794)
- Amalie Karoline Sophie Anna (* 1796), Stiftsdame
- Wilhelmine Friederike Christiane Ursula (* 1797)
- Karoline Franziska Antonie Marie Sabine (1798–1880) ⚭  Wilhelm Edward von Wunster (1795–1876)
- Antonie (1800–1889) ⚭ Hans von Wallhofen (1799–1883)[1]
- Mathias, Leutnant
- Sigismund (1803–1878), Geheimer Regierungsrat und erster Generallandschaftssyndikus ⚭ Agnes von Eckartsberg († 1877), Eltern des preußischen Generalleutnants Anton von Görtz (1851–1923)
- Franziska Juliane Marie Anna (* 1804)
- Jeannette Emilie Pauline (*/† 1806)